# Тодд Вудбрідж
Тодд Ендрю Вудбрідж (англ. Todd Andrew Woodbridge) — австралійський тенісист, що спеціалізувався на парній грі, олімпійський чемпіон та медаліст, багаторазовий переможець турнірів Великого шолома в парному розряді та міксті, колишня перша ракетка світу в парній грі. 
Більшість своїх титулів Вудбрідж здобув у парі з Марком Вудфордом. Їхня пара отримала у спортивних коментаторів та глядачів назву Вудіз. Досягнення Вудіз перевершили згодом брати Браяни — Майк та Боб. Після завершення Вудфордом кар'єри Вудбрідж успішно грав у парі зі шведом Йонасом Бйоркманом. 
Золоту олімпійську медаль та звання олімпійського чемпіона Вудбрідж здобув на Олімпіаді 1996 року в Атланті. Ця золота медаль означала для нього також завершення золотого шолома за кар'єру. Через чотири роки, в Сіднеї, Вудіз були другими, за що отримали срібні медалі.
Загалом Вудбрідж здобув 16 титулів Великого шолома в парній грі та 6 в міксті. Він має 83 парні перемоги в змаганнях, що проходили  під егідою ATP. У 2010 році Вудбріджа, як і Вудфорда, індуктовано до Міжнародної зали тенісної слави.

## Значні фінали

### Олімпіади

#### Парний розряд: 1 золота та 1 срібна медаль
| Результат | Дата | Турнір       | Поверхня | Партнер      | Супротивники                 | Рахунок            |
| --------- | ---- | ------------ | -------- | ------------ | ---------------------------- | ------------------ |
| Золото    | 2000 | Атланта 1996 | Хард     | Марк Вудфорд | Ніл Брод Тім Генман          | 6–4, 6–4, 6–2      |
| Срібло    | 2000 | Сідней 2000  | Хард     | Марк Вудфорд | Себастьян Ларо Деніел Нестор | 7–5, 3–6, 4–6, 6–7 |

### Турніри Великого шолома

#### Пари: 20 (16–4)
| Результат | №   | Рік  | Турнір          | Поверхня | Патрнер       | Супротивники                    | Результат                     |
| --------- | --- | ---- | --------------- | -------- | ------------- | ------------------------------- | ----------------------------- |
| Перемога  | 1.  | 1992 | Australian Open | Хард     | Марк Вудфорд  | Келлі Джонс Рік Ліч             | 6–4, 6–3, 6–4                 |
| Перемога  | 2.  | 1993 | Wimbledon       | Трава    | Марк Вудфорд  | Грант Коннелл Патрік Гелбрайт   | 7–5, 6–3, 7–6(7–4)            |
| Перемога  | 3.  | 1994 | Wimbledon       | Трава    | Марк Вудфорд  | Грант Коннелл Патрік Гелбрайт   | 7–6, 6–3, 6–1                 |
| Поразка   | 1.  | 1994 | US Open         | Хард     | Марк Вудфорд  | Якко Елтінг Паул Гаргейс        | 3–6, 6–7(6–8)                 |
| Перемога  | 4.  | 1995 | Wimbledon       | Трава    | Марк Вудфорд  | Рік Ліч Скотт Мелвілл           | 7–5, 7–6, 7–6                 |
| Перемога  | 5.  | 1995 | US Open         | Хард     | Марк Вудфорд  | Алекс О'Браєн Сендон Столл      | 6–3, 6–3                      |
| Перемога  | 6.  | 1996 | Wimbledon       | Трава    | Марк Вудфорд  | Байрон Блек Грант Коннелл       | 4–6, 6–1, 6–3, 6–2            |
| Перемога  | 7.  | 1996 | US Open         | Хард     | Марк Вудфорд  | Якко Елтінг Пауль Гаргейс       | 4–6, 7–6, 7–6                 |
| Перемога  | 8.  | 1997 | Australian Open | Хард     | Марк Вудфорд  | Себастьян Ларо Алекс О'Браєн    | 4–6, 7–5, 7–5, 6–3            |
| Поразка   | 2.  | 1997 | French Open     | Ґрунт    | Марк Вудфорд  | Євген Кафельніков Даніель Вацек | 6–7(12–14), 6–4, 3–6          |
| Перемога  | 9.  | 1997 | Wimbledon       | Трава    | Марк Вудфорд  | Якко Елтінг Пауль Гаргейс       | 7–6, 7–6, 5–7, 6–3            |
| Поразка   | 3.  | 1998 | Australian Open | Хард     | Марк Вудфорд  | Йонас Бйоркман Якко Елтінг      | 2–6, 7–5, 6–2, 4–6, 3–6       |
| Поразка   | 4.  | 1998 | Wimbledon       | Трава    | Марк Вудфорд  | Якко Елтінг Пауль Гаргейс       | 6–2, 4–6, 6–7(3–7), 7–5, 8–10 |
| Перемога  | 10. | 2000 | French Open     | Ґрунт    | Марк Вудфорд  | Пауль Гаргейс Сендон Столл      | 7–6, 6–4                      |
| Перемога  | 11. | 2000 | Wimbledon       | Трава    | Марк Вудфорд  | Пауль Гаргейс Sandon Stolle     | 6–3, 6–4, 6–1                 |
| Перемога  | 12. | 2001 | Australian Open | Хард     | Юнас Бйоркман | Байрон Блек Давід Пріносіл      | 6–1, 5–7, 6–4, 6–4            |
| Перемога  | 13. | 2002 | Wimbledon       | Трава    | Юнас Бйоркман | Марк Ноулз Деніел Нестор        | 6–1, 6–2, 6–7(7–9), 7–5       |
| Перемога  | 14. | 2003 | Wimbledon       | Трава    | Юнас Бйоркман | Магеш Бгупаті Макс Мирний       | 3–6, 6–3, 7–6(7–4), 6–3       |
| Перемога  | 15. | 2003 | US Open         | Хард     | Юнас Бйоркман | Боб Браян Майк Браян            | 5–7, 6–0, 7–5                 |
| Перемога  | 16. | 2004 | Wimbledon       | Трава    | Юнас Бйоркман | Юліан Кновле Ненад Зімоньїч     | 6–1, 6–4, 4–6, 6–4            |

#### Мікст: 14 (6–8)
| Результат | Рік  | Турнір          | Поверхня | Партнерка             | Супротивники                               | Рахунок            |
| --------- | ---- | --------------- | -------- | --------------------- | ------------------------------------------ | ------------------ |
| Перемога  | 1990 | US Open         | Хард     | Елізабет Сейєрс       | Джим П'ю Наташа Звєрєва                    | 6–4, 6–2           |
| Поразка   | 1992 | Australian Open | Хард     | Аранча Санчес Вікаріо | Марк Вудфорд Ніколь Провіс                 | 3–6, 6–4, 9–11     |
| Перемога  | 1992 | French Open     | Ґрунт    | Аранча Санчес Вікаріо | Браян Шелтон Лорі Макніл                   | 6–2, 6–3           |
| Перемога  | 1993 | Australian Open | Хард     | Аранча Санчес Вікаріо | Рік Ліч Зіна Гаррісон                      | 7–5, 6–4           |
| Перемога  | 1993 | US Open         | Хард     | Гелена Сукова         | Марк Вудфорд Мартіна Навратілова           | 6–3, 7–6           |
| Поразка   | 1994 | Australian Open | Хард     | Гелена Сукова         | Андрій Ольховський Лариса Савченко-Нейланд | 5–7, 7–6(9–7), 2–6 |
| Перемога  | 1994 | Wimbledon       | Трава    | Гелена Сукова         | Т. Дж. Міддлтон Лорі Макніл                | 3–6, 7–5, 6–3      |
| Поразка   | 1994 | US Open         | Хард     | Яна Новотна           | Патрік Гелбрайт Елна Рейнах                | 2–6, 4–6           |
| Поразка   | 2000 | Australian Open | Хард     | Аранча Санчес Вікаріо | Джаред Палмер Ренне Стаббс                 | 5–7, 6–7(3–7)      |
| Поразка   | 2000 | French Open     | Ґрунт    | Рене Стаббс           | Девід Адамс Маріан де Свардт               | 3–6, 6–3, 3–6      |
| Перемога  | 2001 | US Open         | Хард     | Рене Стаббс           | Леандер Паес Ліза Реймонд                  | 6–4, 5–7, 7–6      |
| Поразка   | 2003 | Australian Open | Хард     | Елені Даніліду        | Леандер Паес Мартіна Навратілова           | 4–6, 5–7           |
| Поразка   | 2004 | Wimbledon       | Трава    | Алісія Молік          | Вейн Блек Кара Блек                        | 6–3, 6–7, 4–6      |
| Поразка   | 2004 | US Open         | Хард     | Алісія Молік          | Боб Браян Віра Звонарьова                  | 3–6, 4–6           |

## Фінали за кар'єру

### Одиночний розряд: 9 (2–7)
| Результат | Ранг | Дата           | Турнір                           | Покриття   | Суперник         | Рахунок            |
| --------- | ---- | -------------- | -------------------------------- | ---------- | ---------------- | ------------------ |
| Поразка   | 1.   | 20 серпня 1990 | Нью-Гейвен, США                  | Тверде     | Деррік Ростаньйо | 3–6, 3–6           |
| Поразка   | 2.   | 27 квітня 1992 | Сеул, Південна Корея             | Тверде     | Мацуока Сюдзо    | 3–6, 6–4, 5–7      |
| Поразка   | 3.   | 26 квітня 1993 | Сеул, Південна Корея             | Тверде     | Чак Адамс        | 4–6, 4–6           |
| Поразка   | 4.   | 11 липня 1994  | Ньюпорт, США                     | Трава      | Девід Вітон      | 4–6, 6–3, 6–7(5–7) |
| Перемога  | 1.   | 22 травня 1995 | Корал-Спрінгс, США               | Ґрунт      | Грег Руседскі    | 6–4, 6–2           |
| Поразка   | 5.   | 26 червня 1995 | Nottingham Open, Велика Британія | Трава      | Хав'єр Франа     | 6–7(4–7), 3–6      |
| Поразка   | 6.   | 26 серпня 1996 | Торонто, Канада                  | Тверде     | Вейн Феррейра    | 2–6, 4–6           |
| Перемога  | 2.   | 6 січня 1997   | Аделаїда, Австралія              | Тверде     | Скотт Дрейпер    | 6–2, 6–1           |
| Поразка   | 7.   | 24 лютого 1997 | Мемфіс, США                      | Тверде (i) | Майкл Чанг       | 3–6, 4–6           |

### Парний розряд: 114 (83–31)
| Легенда                   |
| ------------------------- |
| Великий Шлем (16–4)       |
| Tennis Masters Cup (2–2)  |
| Olympic Gold (1–0)        |
| Серія Мастерс ATP (18–8)  |
| Серія турнірів ATP (12–2) |
| Тур ATP (34–15)           |

| Титули за покриттям |
| ------------------- |
| Тверде (43–19)      |
| Ґрунт (13–5)        |
| Трава (15–4)        |
| Килим (12–3)        |

| Результат | Ранг | Дата              | Турнір                                               | Покриття   | Партнер             | Суперники                           | Рахунок                      |
| --------- | ---- | ----------------- | ---------------------------------------------------- | ---------- | ------------------- | ----------------------------------- | ---------------------------- |
| Поразка   | 1.   | 18 квітня 1988    | Мадрид, Іспанія                                      | Ґрунт      | Джейсон Столтенберг | Серхіо Касаль Еміліо Санчес Вікаріо | 7–6, 6–7, 3–6                |
| Перемога  | 1.   | 12 березня 1990   | Касабланка, Марокко                                  | Ґрунт      | Саймон Юл           | Паул Гаргейс Марк Куверманс         | 6–3, 6–1                     |
| Поразка   | 2.   | 23 квітня 1990    | Сеул, Південна Корея                                 | Тверде     | Джейсон Столтенберг | Грант Коннелл Гленн Мічібата        | 6–7, 4–6                     |
| Поразка   | 3.   | 7 травня 1990     | Сінгапур                                             | Тверде     | Бред Дрюетт         | Марк Кратцманн Джейсон Столтенберг  | 1–6, 0–6                     |
| Перемога  | 2.   | 1 жовтня 1990     | Брисбен, Австралія (1)                               | Тверде     | Джейсон Столтенберг | Браян Герроу Марк Вудфорд           | 2–6, 6–4, 6–4                |
| Перемога  | 3.   | 18 лютого 1991    | Брюссель, Бельгія                                    | Килим      | Марк Вудфорд        | Лібор Пімек Міхіл Схаперс           | 6–3, 6–0                     |
| Перемога  | 4.   | 11 березня 1991   | Копенгаген, Данія                                    | Килим      | Марк Вудфорд        | Мансур Бахрамі Андрій Ольховський   | 6–3, 6–1                     |
| Перемога  | 5.   | 15 квітня 1991    | Токіо, Японія (1)                                    | Тверде     | Стефан Едберг       | Джон Фіцджеральд Андерс Яррід       | 6–4, 5–7, 6–4                |
| Перемога  | 6.   | 17 червня 1991    | Queen's Club, Велика Британія (1)                    | Трава      | Марк Вудфорд        | Грант Коннелл Гленн Мічібата        | 6–4, 7–6                     |
| Перемога  | 7.   | 26 серпня 1991    | Скенектаді, США                                      | Тверде     | Хав'єр Санчес       | Андрес Гомес Еміліо Санчес Вікаріо  | 3–6, 7–6, 7–6                |
| Перемога  | 8.   | 30 вересня 1991   | Брисбен, Австралія (2)                               | Тверде     | Марк Вудфорд        | Джон Фітцджералд Гленн Мічібата     | 7–6, 6–3                     |
| Перемога  | 9.   | 27 січня 1992     | Відкритий чемпіонат Австралії з тенісу, Мельбурн (1) | Тверде     | Марк Вудфорд        | Келлі Джонс Рік Ліч                 | 6–4, 6–3, 6–4                |
| Перемога  | 10.  | 17 лютого 1992    | Мемфіс, США (1)                                      | Тверде (i) | Марк Вудфорд        | Кевін Каррен Гері Мюллер            | 7–5, 4–6, 7–6                |
| Перемога  | 11.  | 24 лютого 1992    | Філадельфія, США (1)                                 | Килим      | Марк Вудфорд        | Джим Грабб Річі Ренеберг            | 6–4, 7–6                     |
| Перемога  | 12.  | 6 квітня 1992     | Сінгапур (1)                                         | Тверде     | Марк Вудфорд        | Грант Коннелл Гленн Мічібата        | 6–7, 6–2, 6–4                |
| Перемога  | 13.  | 17 серпня 1992    | Мастерс Цинциннаті, США (1)                          | Тверде     | Марк Вудфорд        | Патрік Макінрой Джонатан Старк      | 6–3, 1–6, 6–3                |
| Перемога  | 14.  | 19 жовтня 1992    | Токіо Indoor, Японія                                 | Тверде (i) | Марк Вудфорд        | Джим Грабб Річі Ренеберг            | 7–6, 6–4                     |
| Перемога  | 15.  | 2 листопада 1992  | Стокгольм, Швеція (1)                                | Килим      | Марк Вудфорд        | Стів Девріє Девід Макферсон         | 6–3, 6–4                     |
| Перемога  | 16.  | 29 листопада 1992 | Фінал ATP, Йоганнесбург (1)                          | Тверде     | Марк Вудфорд        | Джон Фітцджералд Андерс Яррід       | 6–2, 7–6(7–4), 5–7, 3–6, 6–3 |
| Перемога  | 17.  | 11 січня 1993     | Аделаїда, Австралія (1)                              | Тверде     | Марк Вудфорд        | Джон Фітцджералд Лорі Вордер        | 6–4, 7–5                     |
| Перемога  | 18.  | 15 лютого 1993    | Мемфіс, США (2)                                      | Тверде (i) | Марк Вудфорд        | Якко Елтінг Паул Гаргейс            | 7–5, 6–2                     |
| Перемога  | 19.  | 19 квітня 1993    | Гонконг                                              | Тверде     | Девід Вітон         | Сендон Столл Джейсон Столтенберг    | 6–1, 6–3                     |
| Перемога  | 20.  | 14 червня 1993    | Queen's Club, Велика Британія ()                     | Трава      | Марк Вудфорд        | Ніл Брод Гері Мюллер                | 6–7, 6–3, 6–4                |
| Перемога  | 21.  | 5 липня 1993      | Вімблдонський турнір, Лондон (1)                     | Трава      | Марк Вудфорд        | Грант Коннелл Патрік Гелбрайт       | 7–5, 6–3, 7–6(7–4)           |
| Перемога  | 22.  | 1 листопада 1993  | Стокгольм, Швеція (2)                                | Килим      | Марк Вудфорд        | Гері Мюллер Дані Віссер             | 6–1, 3–6, 6–2                |
| Поразка   | 4.   | 28 листопада 1993 | Tennis Masters Cup, Johannesburg                     | Тверде (i) | Марк Вудфорд        | Якко Елтінг Паул Гаргейс            | 6–7, 6–7, 4–6                |
| Перемога  | 23.  | 7 лютого 1994     | Dubai Tennis Championships, ОАЕ                      | Тверде     | Марк Вудфорд        | Даррен Кейгілл Джон Фітцджералд     | 6–7, 6–4, 6–2                |
| Перемога  | 24.  | 9 травня 1994     | Пайнгерст, США (1)                                   | Ґрунт      | Марк Вудфорд        | Джаред Палмер Річі Ренеберг         | 6–2, 3–6, 6–3                |
| Поразка   | 5.   | 13 червня 1994    | Queen's Club, Велика Британія                        | Трава      | Марк Вудфорд        | Ян Апелль Йонас Бйоркман            | 6–3, 6–7, 4–6                |
| Перемога  | 25.  | 4 липня 1994      | Вімблдонський турнір, Лондон (2)                     | Трава      | Марк Вудфорд        | Грант Коннелл Патрік Гелбрайт       | 7–6, 6–3, 6–1                |
| Перемога  | 26.  | 22 серпня 1994    | Індіанаполіс, США                                    | Тверде     | Марк Вудфорд        | Джим Грабб Річі Ренеберг            | 6–3, 6–4                     |
| Поразка   | 6.   | 12 вересня 1994   | Відкритий чемпіонат США з тенісу, Нью-Йорк           | Тверде     | Марк Вудфорд        | Якко Елтінг Паул Гаргейс            | 3–6, 6–7                     |
| Перемога  | 27.  | 31 жовтня 1994    | Стокгольм, Швеція (3)                                | Килим      | Марк Вудфорд        | Ян Апелль Йонас Бйоркман            | 6–3, 6–4                     |
| Поразка   | 7.   | 28 листопада 1994 | Tennis Masters Cup, Джакарта                         | Тверде (i) | Марк Вудфорд        | Ян Апелль Йонас Бйоркман            | 4–6, 6–4, 6–4, 6–7, 6–7      |
| Перемога  | 28.  | 16 січня 1995     | Сідней, Австралія (1)                                | Тверде     | Марк Вудфорд        | Тревор Кронеманн Девід Макферсон    | 7–6, 6–4                     |
| Перемога  | 29.  | 27 березня 1995   | Відкритий чемпіонат Маямі з тенісу, США (1)          | Тверде     | Марк Вудфорд        | Джим Грабб Патрік Макінрой          | 6–3, 7–6                     |
| Перемога  | 30.  | 15 травня 1995    | Пайнгерст, США (2)                                   | Ґрунт      | Марк Вудфорд        | Алекс О'Браєн Сендон Столл          | 6–2, 6–4                     |
| Перемога  | 31   | 22 травня 1995    | Корал-Спрінгс, США (1)                               | Ґрунт      | Марк Вудфорд        | Серхіо Касаль Еміліо Санчес Вікаріо | 6–3, 6–1                     |
| Перемога  | 32.  | 10 липня 1995     | Вімблдонський турнір, Лондон (3)                     | Трава      | Марк Вудфорд        | Рік Ліч Скотт Мелвілл               | 7–5, 7–6, 7–6                |
| Перемога  | 33.  | 14 серпня 1995    | Цинциннаті, США (2)                                  | Тверде     | Марк Вудфорд        | Марк Ноулз (тенісист) Деніел Нестор | 6–2, 3–0, ret.               |
| Перемога  | 34.  | 11 вересня 1995   | Відкритий чемпіонат США, Нью-Йорк (1)                | Тверде     | Марк Вудфорд        | Алекс О'Браєн Сендон Столл          | 6–3, 6–3                     |
| Поразка   | 8.   | 23 жовтня 1995    | Відень, Австрія                                      | Килим      | Марк Вудфорд        | Елліс Феррейра Ян Сімерінк          | 4–6, 5–7                     |
| Перемога  | 35.  | 8 січня 1996      | Аделаїда, Австралія (2)                              | Тверде     | Марк Вудфорд        | Йонас Бйоркман Томмі Го             | 7–5, 7–6                     |
| Поразка   | 9.   | 26 лютого 1996    | Мемфіс, США                                          | Тверде (i) | Марк Вудфорд        | Марк Ноулз (тенісист) Деніел Нестор | 4–6, 5–7                     |
| Перемога  | 36.  | 4 березня 1996    | Філадельфія, США (2)                                 | Килим      | Марк Вудфорд        | Байрон Блек Грант Коннелл           | 7–6, 6–2                     |
| Перемога  | 37.  | 18 березня 1996   | Індіан-Веллс, США                                    | Тверде     | Марк Вудфорд        | Браян Макфі Майкл Теббутт           | 1–6, 6–2, 6–2                |
| Перемога  | 38.  | 1 квітня 1996     | Маямі, США (2)                                       | Тверде     | Марк Вудфорд        | Елліс Феррейра Патрік Гелбрайт      | 6–1, 6–3                     |
| Перемога  | 39.  | 22 квітня 1996    | Токіо, Японія (2)                                    | Тверде     | Марк Вудфорд        | Марк Ноулз (тенісист) Рік Ліч       | 6–2, 6–3                     |
| Перемога  | 40.  | 20 травня 1996    | Coral Springs, US (2)                                | Ґрунт      | Марк Вудфорд        | Іван Бейрон Бретт Гансен-Дент       | 6–3, 6–3                     |
| Перемога  | 41.  | 17 червня 1996    | Queen's Club, Велика Британія (3)                    | Трава      | Марк Вудфорд        | Себастьян Ларо Алекс О'Браєн        | 6–3, 7–6                     |
| Перемога  | 42.  | 8 липня 1996      | Вімблдонський турнір, Лондон (4)                     | Трава      | Марк Вудфорд        | Байрон Блек Грант Коннелл           | 4–6, 6–1, 6–3, 6–2           |
| Перемога  | 43.  | 29 липня 1996     | Теніс на літніх Олімпійських іграх 1996, США         | Тверде     | Марк Вудфорд        | Ніл Брод Тім Генман                 | 6–4, 6–4, 6–2                |
| Перемога  | 44.  | 9 вересня 1996    | Відкритий чемпіонат США, Нью-Йорк (2)                | Тверде     | Марк Вудфорд        | Якко Елтінг Паул Гаргейс            | 4–6, 7–6, 7–6                |
| Перемога  | 45.  | 7 жовтня 1996     | Сінгапур (2)                                         | Килим      | Марк Вудфорд        | Мартін Дамм Андрій Ольховський      | 7–6, 7–6                     |
| Перемога  | 46.  | 17 листопада 1996 | Tennis Masters Cup, Гартфорд (Коннектикут) (2)       | Килим      | Марк Вудфорд        | Себастьян Ларо Алекс О'Браєн        | 6–4, 5–7, 6–2, 7–6           |
| Поразка   | 10.  | 6 січня 1997      | Аделаїда, Австралія                                  | Тверде     | Марк Вудфорд        | Патрік Рафтер Браян Шелтон          | 4–6, 6–1, 3–6                |
| Перемога  | 47.  | 27 січня 1997     | Відкритий чемпіонат Австралії, Мельбурн (2)          | Тверде     | Марк Вудфорд        | Себастьян Ларо Алекс О'Браєн        | 4–6, 7–5, 7–5, 6–3           |
| Перемога  | 48.  | 31 березня 1997   | Маямі, США (3)                                       | Тверде     | Марк Вудфорд        | Марк Ноулз (тенісист) Деніел Нестор | 7–6, 7–6                     |
| Поразка   | 11.  | 9 червня 1997     | Відкритий чемпіонат Франції з тенісу, Париж          | Ґрунт      | Марк Вудфорд        | Євген Кафельников Даніель Вацек     | 6–7, 6–4, 3–6                |
| Перемога  | 49.  | 7 липня 1997      | Вімблдонський турнір, Лондон (5)                     | Трава      | Марк Вудфорд        | Якко Елтінг Паул Гаргейс            | 7–6, 7–6, 5–7, 6–3           |
| Перемога  | 50.  | 11 серпня 1997    | Цинциннаті, США (3)                                  | Тверде     | Марк Вудфорд        | Марк Філіппуссіс Патрік Рафтер      | 7–6, 4–6, 6–4                |
| Перемога  | 51.  | 27 жовтня 1997    | Штутгарт, Німеччина (4)                              | Килим      | Марк Вудфорд        | Рік Ліч Джонатан Старк              | 6–3, 6–3                     |
| Перемога  | 52.  | 19 січня 1998     | Сідней, Австралія (2)                                | Тверде     | Марк Вудфорд        | Якко Елтінг Деніел Нестор           | 6–3, 7–5                     |
| Поразка   | 12.  | 2 лютого 1998     | Відкритий чемпіонат Австралії, Мельбурн              | Тверде     | Марк Вудфорд        | Йонас Бйоркман Якко Елтінг          | 2–6, 7–5, 6–2, 4–6, 3–6      |
| Перемога  | 53.  | 16 лютого 1998    | Сан-Хосе, США (1)                                    | Тверде (i) | Марк Вудфорд        | Нелсон Аертс Андре Са               | 6–1, 7–5                     |
| Перемога  | 54.  | 23 лютого 1998    | Мемфіс, США (3)                                      | Тверде (i) | Марк Вудфорд        | Елліс Феррейра Давід Родіті         | 6–3, 6–4                     |
| Поразка   | 13.  | 27 квітня 1998    | Монте-Карло, Монако                                  | Ґрунт      | Марк Вудфорд        | Якко Елтінг Паул Гаргейс            | 4–6, 2–6                     |
| Перемога  | 55.  | 4 травня 1998     | Мюнхен, Німеччина                                    | Ґрунт      | Марк Вудфорд        | Джошуа Ігл Ендрю Флорент            | 6–0, 6–3                     |
| Поразка   | 14.  | 6 липня 1998      | Вімблдонський турнір, Лондон                         | Трава      | Марк Вудфорд        | Якко Елтінг Паул Гаргейс            | 6–2, 4–6, 6–7, 7–5, 8–10     |
| Поразка   | 15.  | 12 жовтня 1998    | Шанхай, КНР                                          | Килим      | Марк Вудфорд        | Магеш Бгупаті Леандер Паес          | 4–6, 7–6, 6–7                |
| Перемога  | 56.  | 19 жовтня 1998    | Сінгапур (3)                                         | Килим      | Марк Вудфорд        | Магеш Бгупаті Леандер Паес          | 6–2, 6–3                     |
| Перемога  | 57.  | 15 лютого 1999    | Сан-Хосе, США (2)                                    | Тверде (i) | Марк Вудфорд        | Александар Кітінов Ненад Зімоньїч   | 7–5, 6–7, 6–4                |
| Перемога  | 58.  | 22 лютого 1999    | Мемфіс, США (4)                                      | Тверде (i) | Марк Вудфорд        | Себастьян Ларо Алекс О'Браєн        | 6–3, 6–4                     |
| Перемога  | 59.  | 26 квітня 1999    | Орландо, США (3)                                     | Ґрунт      | Джим Кур'є          | Боб Браян Майк Браян                | 7–6, 6–4                     |
| Поразка   | 16.  | 3 травня 1999     | Атланта, США                                         | Ґрунт      | Марк Вудфорд        | Патрік Гелбрайт Джастін Гімелстоб   | 7–5, 6–7, 3–6                |
| Поразка   | 17.  | 14 червня 1999    | Queen's Club, Велика Британія                        | Трава      | Марк Вудфорд        | Себастьян Ларо Алекс О'Браєн        | 3–6, 6–7                     |
| Поразка   | 18.  | 16 серпня 1999    | Цинциннаті, США                                      | Тверде     | Марк Вудфорд        | Байрон Блек Йонас Бйоркман          | 3–6, 6–7                     |
| Поразка   | 19.  | 11 жовтня 1999    | Шанхай, КНР                                          | Тверде     | Марк Вудфорд        | Себастьян Ларо Деніел Нестор        | 5–7, 3–6                     |
| Поразка   | 20.  | 18 жовтня 1999    | Сінгапур                                             | Килим      | Марк Вудфорд        | Максим Мирний Ерік Тайно            | 3–6, 4–6                     |
| Перемога  | 60.  | 10 січня 2000     | Аделаїда, Австралія (3)                              | Тверде     | Марк Вудфорд        | Ллейтон Г'юїтт Сендон Столл         | 6–4, 6–2                     |
| Перемога  | 61.  | 17 січня 2000     | Сідней, Австралія (3)                                | Тверде     | Марк Вудфорд        | Ллейтон Г'юїтт Сендон Столл         | 7–5, 6–4                     |
| Перемога  | 62.  | 3 квітня 2000     | Маямі, США (4)                                       | Тверде     | Марк Вудфорд        | Мартін Дамм Домінік Грбатий         | 6–3, 6–4                     |
| Перемога  | 63.  | 22 травня 2000    | Гамбург, Німеччина (1)                               | Ґрунт      | Марк Вудфорд        | Вейн Артурс Сендон Столл            | 6–7, 6–4, 6–3                |
| Перемога  | 64.  | 12 червня 2000    | Відкритий чемпіонат Франції, Париж                   | Ґрунт      | Марк Вудфорд        | Паул Гаргейс Сендон Столл           | 7–6, 6–4                     |
| Перемога  | 65.  | 19 червня 2000    | Queen's Club, Велика Британія (4)                    | Трава      | Марк Вудфорд        | Джонатан Старк Ерік Тайно           | 6–7, 6–3, 7–6                |
| Перемога  | 66.  | 10 липня 2000     | Вімблдонський турнір, Лондон (6)                     | Трава      | Марк Вудфорд        | Паул Гаргейс Сендон Столл           | 6–3, 6–4, 6–1                |
| Перемога  | 67.  | 14 серпня 2000    | Цинциннаті, США (4)                                  | Тверде     | Марк Вудфорд        | Елліс Феррейра Рік Ліч              | 7–6, 6–4                     |
| Поразка   | 21.  | 2 жовтня 2000     | Теніс на літніх Олімпійських іграх 2000, Австралія   | Тверде     | Марк Вудфорд        | Себастьян Ларо Деніел Нестор        | 7–5, 3–6, 4–6, 6–7           |
| Поразка   | 22.  | 8 січня 2001      | Аделаїда, Австралія                                  | Тверде     | Wayne Arthurs       | Девід Макферсон Грант Стеффорд      | 7–6, 4–6, 4–6                |
| Поразка   | 23.  | 15 січня 2001     | Сідней, Австралія                                    | Тверде     | Йонас Бйоркман      | Деніел Нестор Сендон Столл          | 6–2, 6–7, 6–7                |
| Перемога  | 68.  | 29 січня 2001     | Відкритий чемпіонат Австралії, Мельбурн (3)          | Тверде     | Йонас Бйоркман      | Байрон Блек Давід Пріносіл          | 6–1, 5–7, 6–4, 6–4           |
| Поразка   | 24.  | 19 березня 2001   | Індіан-Веллс, США                                    | Тверде     | Йонас Бйоркман      | Вейн Феррейра Євген Кафельников     | 2–6, 5–7                     |
| Поразка   | 25.  | 2 квітня 2001     | Маямі, США                                           | Тверде     | Йонас Бйоркман      | Їржі Новак (тенісист) Давід Рікл    | 5–7, 6–7                     |
| Перемога  | 69.  | 23 квітня 2001    | Монте-Карло, Монако (1)                              | Ґрунт      | Йонас Бйоркман      | Джошуа Ігл Ендрю Флорент            | 3–6, 6–4, 6–2                |
| Перемога  | 70.  | 21 травня 2001    | Гамбург, Німеччина (2)                               | Ґрунт      | Йонас Бйоркман      | Деніел Нестор Сендон Столл          | 7–6, 3–6, 6–3                |
| Поразка   | 26.  | 29 жовтня 2001    | Стокгольм, Швеція                                    | Тверде (i) | Йонас Бйоркман      | Доналд Джонсон Джаред Палмер        | 3–6, 6–4, 3–6                |
| Перемога  | 71.  | 14 січня 2002     | Окленд, Нова Зеландія                                | Тверде     | Йонас Бйоркман      | Мартін Гарсія Цирил Сук             | 7–6, 7–6                     |
| Перемога  | 72.  | 22 квітня 2002    | Монте-Карло, Монако (2)                              | Ґрунт      | Йонас Бйоркман      | Паул Гаргейс Євген Кафельников      | 6–3, 3–6, [10–7]             |
| Поразка   | 27.  | 20 травня 2002    | Гамбург, Німеччина                                   | Ґрунт      | Йонас Бйоркман      | Магеш Бгупаті Ян-Майкл Гембілл      | 2–6, 4–6                     |
| Поразка   | 28.  | 17 червня 2002    | Галле, Німеччина                                     | Трава      | Йонас Бйоркман      | Давід Пріносіл Давід Рікл           | 6–4, 6–7, 5–7                |
| Перемога  | 73.  | 8 липня 2002      | Вімблдонський турнір, Лондон (7)                     | Трава      | Йонас Бйоркман      | Марк Ноулз (тенісист) Daniel NestoR | 6–1, 6–2, 6–7, 7–5           |
| Перемога  | 74.  | 15 липня 2002     | Swedish Open, Швеція                                 | Ґрунт      | Йонас Бйоркман      | Пол Генлі Майкл Гілл                | 7–6, 6–4                     |
| Перемога  | 75.  | 16 червня 2003    | Галле, Німеччина                                     | Трава      | Йонас Бйоркман      | Мартін Дамм Цирил Сук               | 6–3, 6–4                     |
| Перемога  | 76.  | 7 липня 2003      | Вімблдонський турнір, Лондон (8)                     | Трава      | Йонас Бйоркман      | Магеш Бгупаті Максим Мирний         | 3–6, 6–3, 7–6, 6–3           |
| Поразка   | 29.  | 11 серпня 2003    | Монреаль, Канада                                     | Тверде     | Йонас Бйоркман      | Магеш Бгупаті Максим Мирний         | 3–6, 6–7                     |
| Перемога  | 77.  | 8 вересня 2003    | Відкритий чемпіонат США, Нью-Йорк (3)                | Тверде     | Йонас Бйоркман      | Боб Браян Майк Браян                | 5–7, 6–0, 7–5                |
| Перемога  | 78.  | 27 жовтня 2003    | Стокгольм, Швеція                                    | Тверде (i) | Йонас Бйоркман      | Wayne Arthurs Пол Генлі             | 6–3, 6–4                     |
| Перемога  | 79.  | 19 січня 2004     | Сідней, Австралія (4)                                | Тверде     | Йонас Бйоркман      | Боб Браян Майк Браян                | 7–6, 7–5                     |
| Поразка   | 30.  | 5 квітня 2004     | Маямі, США                                           | Тверде     | Йонас Бйоркман      | Вейн Блек Кевін Ульєтт              | 2–6, 6–7                     |
| Перемога  | 80.  | 21 червня 2004    | Nottingham Open, Англія                              | Трава      | Пол Генлі           | Рік Ліч Браян Макфі                 | 6–4, 6–3                     |
| Перемога  | 81.  | 5 липня 2004      | Вімблдонський турнір, Лондон (9)                     | Трава      | Йонас Бйоркман      | Юліан Ноул Ненад Зімоньїч           | 6–1, 6–4, 4–6, 6–4           |
| Поразка   | 31.  | 9 серпня 2004     | Цинциннаті, США                                      | Тверде     | Йонас Бйоркман      | Марк Ноулз (тенісист) Деніел Нестор | 2–6, 6–3, 3–6                |
| Перемога  | 82.  | 8 листопада 2004  | Париж, Франція                                       | Килим      | Йонас Бйоркман      | Вейн Блек Кевін Ульєтт              | 6–3, 6–4                     |
| Перемога  | 83.  | 17 січня 2005     | Сідней, Австралія (5)                                | Тверде     | Магеш Бгупаті       | Арно Клеман Мікаель Льодра          | 6–3, 6–3                     |

## Досягнення
| W | Ф | ПФ | ЧФ | #Р | КТ | К# | P# | DNQ | A | Z# | PO | G | S | B | NMS | NTI | P | NH |

### Одиночний розряд
| Турнір                                 | 1988                                              | 1989                                              | 1990 | 1991 | 1992 | 1993 | 1994 | 1995 | 1996 | 1997 | 1998 | 1999 | 2000 | 2001 | ТУ     | В-П   |
| -------------------------------------- | ------------------------------------------------- | ------------------------------------------------- | ---- | ---- | ---- | ---- | ---- | ---- | ---- | ---- | ---- | ---- | ---- | ---- | ------ | ----- |
| Турніри Великого шолома                |                                                   |                                                   |      |      |      |      |      |      |      |      |      |      |      |      |        |       |
| Відкритий чемпіонат Австралії з тенісу | 2р                                                | 2р                                                | 3р   | 4р   | 1р   | 3р   | 2р   | 1р   | 3р   | 3р   | 4р   | 1р   | 2р   | 1р   | 0 / 14 | 18–14 |
| Відкритий чемпіонат Франції з тенісу   | 1р                                                |                                                   | 2р   | 2р   | 3р   | 2р   |      | 2р   | 3р   | 2р   | 3р   | 1р   |      |      | 0 / 10 | 11–10 |
| Вімблдонський турнір                   | 1р                                                | 2р                                                | 1р   | 3р   | 2р   | 2р   |      | 3р   | 2р   | ПФ   | 3р   | 2р   | 2р   | 2р   | 0 / 13 | 18–13 |
| Відкритий чемпіонат США з тенісу       |                                                   |                                                   | 1р   | 3р   | 2р   | 2р   | 3р   | 3р   | 1р   | 2р   | 1р   |      |      |      | 0 / 9  | 9–9   |
| В-П                                    | 1–3                                               | 2–2                                               | 3–4  | 8–4  | 4–4  | 5–4  | 3–2  | 5–4  | 5–4  | 9–4  | 7–4  | 1–3  | 2–2  | 1–2  | 0 / 46 | 56–46 |
| Серія Мастерс ATP                      |                                                   |                                                   |      |      |      |      |      |      |      |      |      |      |      |      |        |       |
| Індіан-Веллс                           | Перед 1990 роком це не бути турніри серії Мастерс | Перед 1990 роком це не бути турніри серії Мастерс |      |      | 1р   |      |      | 1р   | 2р   | 2р   | 1р   | 1р   |      |      | 0 / 6  | 2–6   |
| Відкритий чемпіонат Маямі з тенісу     | Перед 1990 роком це не бути турніри серії Мастерс | Перед 1990 роком це не бути турніри серії Мастерс |      |      |      |      | 1р   | 4р   | 3р   | 2р   |      | 1р   |      |      | 0 / 5  | 4–5   |
| Монте-Карло                            | Перед 1990 роком це не бути турніри серії Мастерс | Перед 1990 роком це не бути турніри серії Мастерс |      |      |      |      |      |      |      |      | 1р   |      |      |      | 0 / 1  | 0–1   |
| Рим                                    | Перед 1990 роком це не бути турніри серії Мастерс | Перед 1990 роком це не бути турніри серії Мастерс |      | 1р   |      |      |      |      |      | 1р   |      |      |      |      | 0 / 2  | 0–2   |
| Гамбург                                | Перед 1990 роком це не бути турніри серії Мастерс | Перед 1990 роком це не бути турніри серії Мастерс |      |      |      |      |      |      |      |      |      |      |      |      | 0 / 0  | 0–0   |
| Мастерс Канада                         | Перед 1990 роком це не бути турніри серії Мастерс | Перед 1990 роком це не бути турніри серії Мастерс |      |      |      | 2р   |      |      | Ф    |      |      | 1р   |      |      | 0 / 3  | 6–3   |
| Мастерс Цинциннаті                     | Перед 1990 роком це не бути турніри серії Мастерс | Перед 1990 роком це не бути турніри серії Мастерс | 1р   | 1р   | 3р   |      | 2р   | 2р   | 1р   | 2р   | 1р   |      |      |      | 0 / 8  | 5–8   |
| Мастерс Мадрид 1                       | Перед 1990 роком це не бути турніри серії Мастерс | Перед 1990 роком це не бути турніри серії Мастерс | 1р   | 2р   | 2р   |      | 1р   | 1р   | 2р   | 1р   |      |      |      |      | 0 / 7  | 3–7   |
| Париж                                  | Перед 1990 роком це не бути турніри серії Мастерс | Перед 1990 роком це не бути турніри серії Мастерс |      | 1р   |      |      |      | 1р   | 1р   | 3р   | 2р   |      |      |      | 0 / 5  | 3–5   |
| В-П                                    | N/A                                               | N/A                                               | 0–2  | 1–4  | 3–3  | 1–1  | 1–3  | 4–5  | 8–6  | 4–6  | 1–4  | 0–3  | 0–0  | 0–0  | 0 / 37 | 23–37 |
| Рейтинг на кінець року                 | 213                                               | 131                                               | 50   | 77   | 54   | 109  | 90   | 33   | 36   | 26   | 65   | 197  | 187  | 207  |        |       |

1До 1994 року турнір проводили в Стокгольмі, 1995-го в Ессені, а від 1996 до 2001 року в Штутгарті.

### Парний розряд
| Турніри Великого шолома                |                                                   |                                                   |              |              |      |              |              |              |      |              |              |              |      |              |              |              |      |     |         |        |
| Відкритий чемпіонат Австралії з тенісу | 1р                                                | 1р                                                | 3р           | ПФ           | П    | 1р           | ЧФ           | 3р           | 1р   | П            | Ф            | ПФ           | ПФ   | П            | 2р           | ЧФ           | ПФ   | ЧФ  | 3 / 18  | 53–14  |
| Відкритий чемпіонат Франції з тенісу   | 3р                                                |                                                   | ЧФ           | 3р           | 3р   | ПФ           | ЧФ           | 1р           | ПФ   | Ф            | 3р           | 1р           | 2000 | ЧФ           | ЧФ           | 2р           | 3р   | 1р  | 1 / 17  | 42–16  |
| Вімблдонський турнір                   | 1р                                                | LQ                                                | ЧФ           | ЧФ           | ПФ   | П            | П            | П            | П    | П            | Ф            | ЧФ           | П    | 3р           | П            | П            | П    | 2р  | 9 / 17  | 73–8   |
| Відкритий чемпіонат США з тенісу       | 1р                                                | 1р                                                | 2р           | ПФ           | ПФ   | 3р           | Ф            | П            | П    | 1р           | 3р           | ЧФ           | 2р   | 3р           | ПФ           | П            | 3р   |     | 3 / 17  | 47–14  |
| В-П                                    | 2–4                                               | 0–2                                               | 9–3          | 13–4         | 16–3 | 12–3         | 16–3         | 14–2         | 16–2 | 17–2         | 14–4         | 9–4          | 17–2 | 13–3         | 14–3         | 15–2         | 14–3 | 4–3 | 16 / 69 | 215–52 |
| Чемпіонати закінчення сезону           |                                                   |                                                   |              |              |      |              |              |              |      |              |              |              |      |              |              |              |      |     |         |        |
| Фінал ATP                              |                                                   |                                                   |              | ПФ           | П    | Ф            | Ф            | ПФ           | П    | RR           | RR           | ПФ           |      |              | NH           | RR           | ПФ   |     | 2 / 11  | 29–16  |
| Summer Olympics                        |                                                   |                                                   |              |              |      |              |              |              |      |              |              |              |      |              |              |              |      |     |         |        |
| Теніс на Олімпійських іграх            |                                                   | Не проводили                                      | Не проводили | Не проводили | 2р   | Не проводили | Не проводили | Не проводили | П    | Не проводили | Не проводили | Не проводили | Ф    | Не проводили | Не проводили | Не проводили | 2р   | NH  | 1 / 4   | 10–3   |
| Серія Мастерс ATP                      |                                                   |                                                   |              |              |      |              |              |              |      |              |              |              |      |              |              |              |      |     |         |        |
| Індіан-Веллс                           | Перед 1990 роком це не бути турніри серії Мастерс | Перед 1990 роком це не бути турніри серії Мастерс |              |              | ЧФ   |              | ЧФ           | ПФ           | П    | ПФ           | 2р           | 2р           | ЧФ   | Ф            | ПФ           | ПФ           | 1р   | 1р  | 1 / 13  | 20–12  |
| Відкритий чемпіонат Маямі з тенісу     | Перед 1990 роком це не бути турніри серії Мастерс | Перед 1990 роком це не бути турніри серії Мастерс |              |              |      |              | 3р           | П            | П    | П            | 2р           | 3р           | П    | Ф            | 2р           | ЧФ           | Ф    | ЧФ  | 4 / 12  | 34–8   |
| Монте-Карло                            | Перед 1990 роком це не бути турніри серії Мастерс | Перед 1990 роком це не бути турніри серії Мастерс |              |              |      |              |              |              |      |              | Ф            |              |      | П            | П            | 2р           | ЧФ   |     | 2 / 5   | 14–3   |
| Рим                                    | Перед 1990 роком це не бути турніри серії Мастерс | Перед 1990 роком це не бути турніри серії Мастерс |              | 1р           | 1р   |              |              |              |      | 1р           | 1р           |              |      |              |              |              | ПФ   | ПФ  | 0 / 6   | 3–6    |
| Гамбург                                | Перед 1990 роком це не бути турніри серії Мастерс | Перед 1990 роком це не бути турніри серії Мастерс |              |              |      |              |              |              |      |              |              |              | П    | П            | Ф            | ЧФ           | ПФ   | ЧФ  | 2 / 6   | 17–4   |
| Мастерс Канада                         | Перед 1990 роком це не бути турніри серії Мастерс | Перед 1990 роком це не бути турніри серії Мастерс |              |              |      |              | 1р           |              | ЧФ   |              |              | 1р           |      | 2р           |              | Ф            |      |     | 0 / 5   | 5–5    |
| Мастерс Цинциннаті                     | Перед 1990 роком це не бути турніри серії Мастерс | Перед 1990 роком це не бути турніри серії Мастерс | ЧФ           | 1р           | П    |              | ПФ           | П            | ЧФ   | П            | ЧФ           | Ф            | П    | ПФ           |              | ЧФ           | Ф    |     | 4 / 13  | 33–9   |
| Мастерс Мадрид                         | Перед 1990 роком це не бути турніри серії Мастерс | Перед 1990 роком це не бути турніри серії Мастерс | 1р           | 1р           | П    | П            | П            | ПФ           | ЧФ   | П            | ЧФ           | ПФ           |      |              | ПФ           | ЧФ           |      |     | 4 / 12  | 22–8   |
| Париж                                  | Перед 1990 роком це не бути турніри серії Мастерс | Перед 1990 роком це не бути турніри серії Мастерс | ЧФ           | ЧФ           | 2р   | ЧФ           | ПФ           | ПФ           | ПФ   | 2р           | ЧФ           | ЧФ           |      | ЧФ           | ПФ           | ПФ           | П    |     | 1 / 14  | 21–13  |
| В-П                                    | N/A                                               | N/A                                               | 4–3          | 1–4          | 9–3  | 5–1          | 9–5          | 13–3         | 14–4 | 15–3         | 6–7          | 8–6          | 17–1 | 22–5         | 15–5         | 12–8         | 15–6 | 4–4 | 18 / 86 | 169–68 |
| Рейтинг на кінець року                 | 89                                                | 181                                               | 25           | 7            | 2    | 3            | 5            | 1            | 1    | 1            | 5            | 8            | 2    | 2            | 5            | 5            | 6    | 39  |         |        |